# María Vicente
María Vicente García (née le 28 mars 2001 à L'Hospitalet de Llobregat) est une athlète espagnole, spécialiste des épreuves combinées.

## Carrière
María Vicente naît à L'Hospitalet de Llobregat, non loin de Barcelone, d'un père cubain et d'une mère venant de Cuenca, une ville au centre de l'Espagne.
Elle débute l'athlétisme en 2011. Elle détient de nombreux records d'Espagne chez les moins de 14 ans, puis chez les cadets, dans diverses épreuves : 60 m haies, 80 m haies, 100 m haies, saut en hauteur, triple saut, pentathlon, heptathlon, 200 m.
En 2017, après avoir réalisé 5 522 points à Arona à l'heptathlon pour cadets, elle est sélectionnée pour représenter l'Espagne aux championnats du monde cadets 2017 à Nairobi, au Kenya. Le 15 juillet, lors de ces mondiaux, décroche la médaille d'or, assortie d'un nouveau record personnel et national à 5 612 points. Pour cela, elle améliore ses records personnels dans 6 des 7 épreuves : le 200 m (24 s 00), le lancer du poids (12,79 m), le saut en hauteur (1,73 m), le saut en longueur (6,05 m), le lancer du javelot (30,90 m) et le 800 m (2 min 33 s 22).
Le 10 mars 2018, lors des championnats nationaux cadets à Antequera, Vicente remporte le titre et bat le record du monde cadet du pentathlon avec 4 371 points, améliorant de 87 unités l'ancienne marque détenue par la Britannique Morgan Lake depuis 2014.
Le 3 juin 2018, elle bat son propre record d'Espagne cadet de l'heptathlon avec 5 711 points. Il s'agit pour la jeune athlète de 17 ans de son 37e record d'Espagne depuis ses débuts en athlétisme. Trois semaines plus tard, elle remporte les championnats nationaux cadets sur 100 m haies et améliore son propre record d'Espagne en 13 s 36 (+ 0,9 m/s).
Le 5 juillet 2018, elle participe aux championnats d'Europe cadets 2018 à Győr, en Hongrie. Dès la première journée, l'Espagnole prend les commandes de la compétition en améliorant son record d'Espagne cadet du 100 m haies en 13 s 25 (+ 0,1 m/s), également la meilleure performance européenne de la catégorie cette année, puis saute 1,72 m au saut en hauteur, avant de réaliser deux nouveaux records personnels : au lancer du poids avec 13,77 m, puis 23 s 78 (- 0,3 m/s) au 200 m, la sixième meilleure performance européenne 2018. À la fin de la première journée, elle totalise 3 747 points et mène avec 238 points d'avance. Le lendemain, elle améliore son record personnel au saut en longueur avec 6,37 m (+ 1,8 m/s) et établit à cette occasion un nouveau record des championnats sur l'épreuve, c'est-à-dire une meilleure performance que les spécialistes-mêmes de cette épreuve puis améliore de plus de 7 mètres sa meilleure marque au lancer du javelot (35,19 m) en réalisant un énorme jet à 43,28 m. Avec cette performance, l'Espagnole est même en route pour battre le record du monde cadet (6 186 pts). Pour cela, elle doit concourir en moins de 800 m en moins de 2 min 26 s 02, ce qu'elle fait, en 2 min 23 s 29, record personnel. Avec 6 221 points, elle améliore ainsi de 35 points l'ancien record de l'Ukrainienne Alina Shukh, détenu depuis 2016,,. Elle remporte par ailleurs la première médaille d'or féminine pour l'Espagne aux championnats d'Europe cadets,,. Également inscrite au concours individuel du triple saut, elle remporte la médaille d'or avec un saut à 13,95 m, record des championnats, se qualifiant ainsi par la même occasion pour les championnats d'Europe séniors de Berlin. A Berlin, elle échoue à entrer en finale, ne réussissant que 13,50 m.
En octobre, elle représente l'Espagne aux Jeux olympiques de la jeunesse à Buenos Aires, sur l'épreuve du triple saut. Elle y remporte la médaille d'argent au terme des deux manches, derrière sa rivale de l'année Aleksandra Nacheva.
Le 8 février 2019, elle réalise lors du prestigieux Meeting de Madrid une performance de 13,71 m au triple saut, et termine 9e. La semaine suivante, lors des championnats d'Espagne à Antequera, elle bat à 17 ans seulement le record d'Espagne sénior du pentathlon avec 4 412 points, pour battre de 196 points son record personnel. Elle réalise des records personnels dans 4 des 5 épreuves : 8 s 35 sur 60 m haies, également record national junior, 1,78 m au saut en hauteur, 12,42 m au lancer du poids, 6,36 m au saut en longueur. Son total lui permet de se qualifier pour les championnats d'Europe en salle de Glasgow.
Le 26 mai 2019, elle termine 22e de l'Hypo-Meeting de Götzis avec 5 900 points, pour son premier heptathlon sénior, et bat le record national junior et espoir de la discipline.
Le 9 juin 2019, Vicente et ses coéquipières bat le record national junior et espoir du relais 4 x 100 m en 44 s 85. Le 6 juillet, elle remporte le titre national junior au saut en longueur en améliorant le record des championnats et son record personnel avec 6,47 m.
En juillet 2019 elle remporte l'heptathlon aux championnats d'Europe juniors.
Le 19 février 2021, aux championnats d'Espagne en salle, elle améliore son propre record d'Espagne en salle du pentathlon avec 4 501 points, grâce à un record personnel sur 60 m haies et sur 800 m.
Le 25 avril 2021, elle remporte le Multistars de Lana, et porte son record personnel et d'Espagne à 6 304 points, soit 189 de mieux que son précédent record.

## Vie privée
Son père est cubain et sa mère vient de Cuenca, une ville au centre de l'Espagne.
Elle rêve de travailler dans des laboratoires antidopage.

## Palmarès
| Date | Compétition                                  | Lieu         | Résultat | Epreuve     | Marque    |
| ---- | -------------------------------------------- | ------------ | -------- | ----------- | --------- |
| 2017 | Championnats du monde cadets                 | Nairobi      | 1re      | Heptathlon  | 5 612 pts |
| 2017 | Festival olympique de la jeunesse européenne | Győr         | 1re      | Triple saut | 13,72 m   |
| 2018 | Championnats d'Europe cadets                 | Győr         | 1re      | Triple saut | 13,95 m   |
| 2018 | Championnats d'Europe cadets                 | Győr         | 1re      | Heptathlon  | 6 221 pts |
| 2018 | Jeux olympiques de la jeunesse               | Buenos Aires | 2e       | Triple saut | 13,67 m   |
| 2019 | Championnats d'Europe en salle               | Glasgow      | 9e       | Pentathlon  | 4 363 pts |
| 2019 | Hypo-Meeting                                 | Götzis       | 22e      | Heptathlon  | 5 900 pts |
| 2019 | Championnats d'Europe juniors                | Borås        | 1re      | Heptathlon  | 6 115 pts |
| 2021 | Championnats d'Europe en salle               | Toruń        | —        | Pentathlon  | DNF       |
| 2021 | Multistars                                   | Lana         | 1re      | Heptathlon  | 6 304 pts |
| 2022 | Championnats d'Europe                        | Munich       | —        | Heptathlon  | DNF       |
| 2023 | Championnats d'Europe espoirs                | Espoo        | 1re      | Triple saut | 14,21 m   |

## Records
| Épreuve           | Performance    | Vent           | Lieu     | Date            |
| ----------------- | -------------- | -------------- | -------- | --------------- |
| 100 mètres haies  | 13 s 60        | + 0.3          | Lisbonne | 1er août 2020   |
| Saut en hauteur   | 1,77 m         | —              | Lana     | 24 avril 2021   |
| Lancer du poids   | 12,77 m        | —              | Lana     | 24 avril 2021   |
| 200 mètres        | 23 s 76        | 0.0            | Borås    | 18 juillet 2019 |
| Saut en longueur  | 6,49 m         | + 1.3          | Madrid   | 25 août 2019    |
| Lancer du javelot | 47,83 m        | —              | Lana     | 25 avril 2021   |
| 800 mètres        | 2 min 16 s 29  | —              | Borås    | 19 juillet 2019 |
| Heptathlon        | 6 304 pts (NR) | 6 304 pts (NR) | Lana     | 25 avril 2021   |

| Épreuve          | Performance    | Lieu      | Date            |
| ---------------- | -------------- | --------- | --------------- |
| 60 mètres haies  | 8 s 25         | Madrid    | 19 février 2021 |
| Saut en hauteur  | 1,78 m         | Antequera | 16 février 2019 |
| Lancer du poids  | 13,05 m        | Valence   | 13 février 2021 |
| Saut en longueur | 6,55 m         | Valence   | 14 février 2021 |
| 800 mètres       | 2 min 19 s 51  | Madrid    | 19 février 2021 |
| Pentathlon       | 4 501 pts (NR) | Madrid    | 19 février 2021 |